# Гротон (місто, Коннектикут)
Гротон (англ. Groton) — місто (англ. city) в США, в окрузі Нью-Лондон штату Коннектикут. Місто Гротон є залежним політико-адміністративним підрозділом містечка Гротон в Нью-Лондон, штат Коннектикут. Місто було заселене в 1655 році як Гротон-Банк. Населення — 9387 осіб (2020).

## Географія
Гротон розташований за координатами 41°19′30″ пн. ш. 72°4′1″ зх. д. / 41.32500° пн. ш. 72.06694° зх. д. (41.325054, -72.066862).  За даними Бюро перепису населення США в 2010 році місто мало площу 17,51 км², з яких 7,99 км² — суходіл та 9,52 км² — водойми.

## Демографія
Згідно з переписом 2010 року, у місті мешкало 10 389 осіб у 4182 домогосподарствах у складі 2394 родин. Густота населення становила 593 особи/км².  Було 4708 помешкань (269/км²). 
Расовий склад населення:
| - 70,5 % — білих - 10,2 % — чорних або афроамериканців - 7,8 % — азіатів - 0,9 % — корінних американців - 4,4 % — осіб інших рас |

До двох чи більше рас належало 6,2 %. Іспаномовні складали 14,6 % від усіх жителів.
За віковим діапазоном населення розподілялося таким чином: 21,6 % — особи молодші 18 років, 68,6 % — особи у віці 18—64 років, 9,8 % — особи у віці 65 років та старші. Медіана віку мешканця становила 30,7 року. На 100 осіб жіночої статі у місті припадало 114,4 чоловіків;  на 100 жінок у віці від 18 років та старших — 116,5 чоловіків також старших 18 років.
Середній дохід на одне домашнє господарство  становив 65 409 доларів США (медіана — 54 244), а середній дохід на одну сім'ю — 76 412 долари (медіана — 61 206). Медіана доходів становила 56 149 доларів для чоловіків та 47 346 доларів для жінок. За межею бідності перебувало 13,8 % осіб, у тому числі 21,5 % дітей у віці до 18 років та 15,1 % осіб у віці 65 років та старших.
Цивільне працевлаштоване населення становило 4832 особи. Основні галузі зайнятості: освіта, охорона здоров'я та соціальна допомога — 22,0 %, виробництво — 17,2 %, мистецтво, розваги та відпочинок — 15,9 %.